# 中五路303号别墅
中五路303号别墅，即汪精卫别墅，是中国江西省九江市庐山牯岭的一座历史建筑，位于中五路303号五一疗养院。于1987年4月13日由庐山风景名胜区管理局列为庐山风景名胜区文物保护单位。对面是中四路304号别墅，即林彪别墅。
中五路303号别墅建于1897年，主人是驻汉口的德国女传教士区斯瓦尔。这是一座单层石构别墅。
1929年，牯岭大英执事会的高级职员、德国人李博德购买这座别墅，将其改为饭店。
1932年,国民政府行政院长汪精卫购得此别墅。后加盖二层，建筑面积达496平方米。汪精卫在庐山另有一座别墅，在河南路原1168号，已被日军破坏。